# 崭新的二十岁
《崭新的二十岁》（英語：The New Twenty）是2009年在美国发售的一部电影DVD。

## 影片介绍
片中扮演一名同志的华裔男演员Andrew Wei Lin，在片中塑造出了开朗、积极向上的这么个角色，然而在现实中的2009年在家内自杀身亡，该片则是他的遗作。
古典无伴奏合唱大团的单飞同志成员Matt Alber演唱了片中的主题歌《End of the World》。

## 内容概要
故事内容讲述了5个住在纽约的80后好朋友，他们都快奔30岁了，可他们的友情却开始发生了截然不同的变化。他们之间有同性恋也有双性恋，然而在这个快奔30岁的转折阶段使他们每个人为此而发生了感情上的重重困难。

## 角色列表
- Bill Sage — Robert Cameron
- Terry Serpico — Louie Kennick
- Nicole Bilderback — Julie Kim
- Colin Fickes — Ben Barr
- Andrew Wei Lin — Tony Kim
- 赖安·洛克 — Andrew Hatch